# Santa Cruz del Río
Santa Cruz del Río är en ort i Mexiko.   Den ligger i kommunen Coyuca de Benítez och delstaten Guerrero, i den södra delen av landet, 270 km söder om huvudstaden Mexico City. Santa Cruz del Río ligger 187 meter över havet och antalet invånare är 175.
Terrängen runt Santa Cruz del Río är huvudsakligen kuperad. Santa Cruz del Río ligger nere i en dal. Runt Santa Cruz del Río är det ganska glesbefolkat, med 25 invånare per kvadratkilometer. Närmaste större samhälle är Coyuca de Benítez, 17,4 km söder om Santa Cruz del Río. I omgivningarna runt Santa Cruz del Río växer huvudsakligen savannskog.